# Cena Izvestijí 1993
Dvacátý šestý ročník Ceny Izvestijí se konal od 15. do 21. 12. 1993 v Moskvě. Zúčastnilo se devět reprezentačních mužstev a druhý tým Ruska. Mužstva byla rozdělena do dvou skupin po pěti, ve kterých se utkala systémem každý s každým. Vítězové skupin se utkali o první místo, druzí hráli o třetí místo.

## Výsledky a tabulka

### Skupina A
|    |         | RUS I | USA | CZE   | FIN    | NOR    | V | R | P | Skóre | B |
| 1. | Rusko I | Rusko | 5:1 | 1:1   | 4:3    | 2:2    | 2 | 2 | 0 | 12:7  | 6 |
| 2. | USA     | 1:5   | USA | 9:4   | 6:2    | 4:3    | 3 | 0 | 1 | 20:14 | 6 |
| 3. | Česko   | 1:1   | 4:9 | Česko | 3:3    | 6:0    | 1 | 2 | 1 | 14:13 | 4 |
| 4. | Finsko  | 3:4   | 2:6 | 3:3   | Finsko | 5:0    | 1 | 1 | 2 | 13:13 | 3 |
| 5. | Norsko  | 2:2   | 3:4 | 0:6   | 0:5    | Norsko | 0 | 1 | 3 | 5:17  | 1 |

### Skupina B
|    |           | RUS II | SWE     | FRA     | CAN    | BLR       | V | R | P | Skóre | B |
| 1. | Rusko II  | Rusko  | 4:3     | 5:2     | 2:2    | 4:0       | 3 | 1 | 0 | 15:7  | 7 |
| 2. | Švédsko   | 3:4    | Švédsko | 4:2     | 2:0    | 5:2       | 3 | 0 | 1 | 14:8  | 6 |
| 3. | Francie   | 2:5    | 2:4     | Francie | 2:0    | 4:3       | 2 | 0 | 2 | 10:12 | 4 |
| 4. | Kanada    | 2:2    | 0:2     | 0:2     | Kanada | 2:2       | 0 | 2 | 2 | 4:8   | 2 |
| 5. | Bělorusko | 0:4    | 2:5     | 3:4     | 2:2    | Bělorusko | 0 | 1 | 3 | 7:15  | 1 |

### Finále
Rusko I –  Rusko II 8:1 (4:0, 2:1, 2:0)
21. prosince 1993 – Moskva

### O 3. místo
Švédsko –  USA 8:3 (1:1, 2:1, 5:1)
21. prosince 1993 – Moskva

### Nejlepší hráči
| Brankář             | Tommy Salo      |
| Obránce             | Sergej Sorokin  |
| Útočník             | Mika Nieminen   |
| Nejužitečnější hráč | Jurij Jevtuchin |

### Kanadské bodování
| Poř. | Kanadské bodování | Branky | Přihrávky | Body |
| ---- | ----------------- | ------ | --------- | ---- |
| 1.   | Todd Marchant     | 3      | 6         | 9    |